# Turfsteken

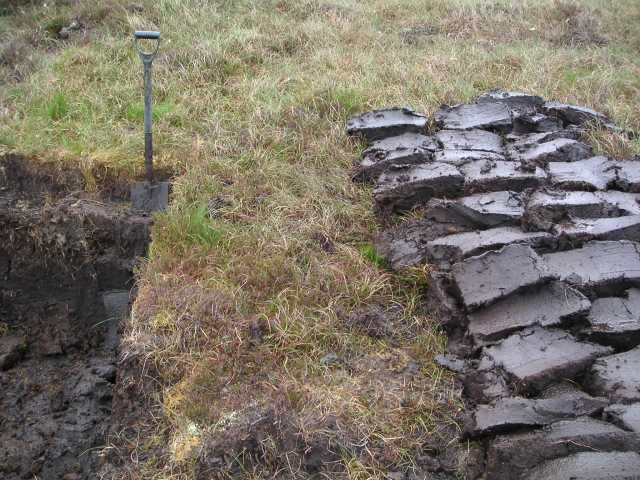
Kleinschalige droge turfwinning in 2004 op het Schotse eiland Lewis

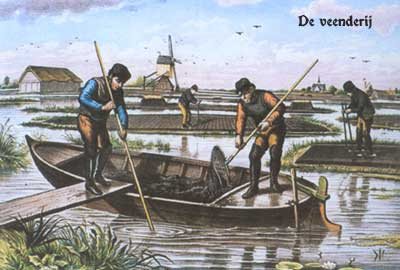
Veentrekken en turfmaken in de natte vervening

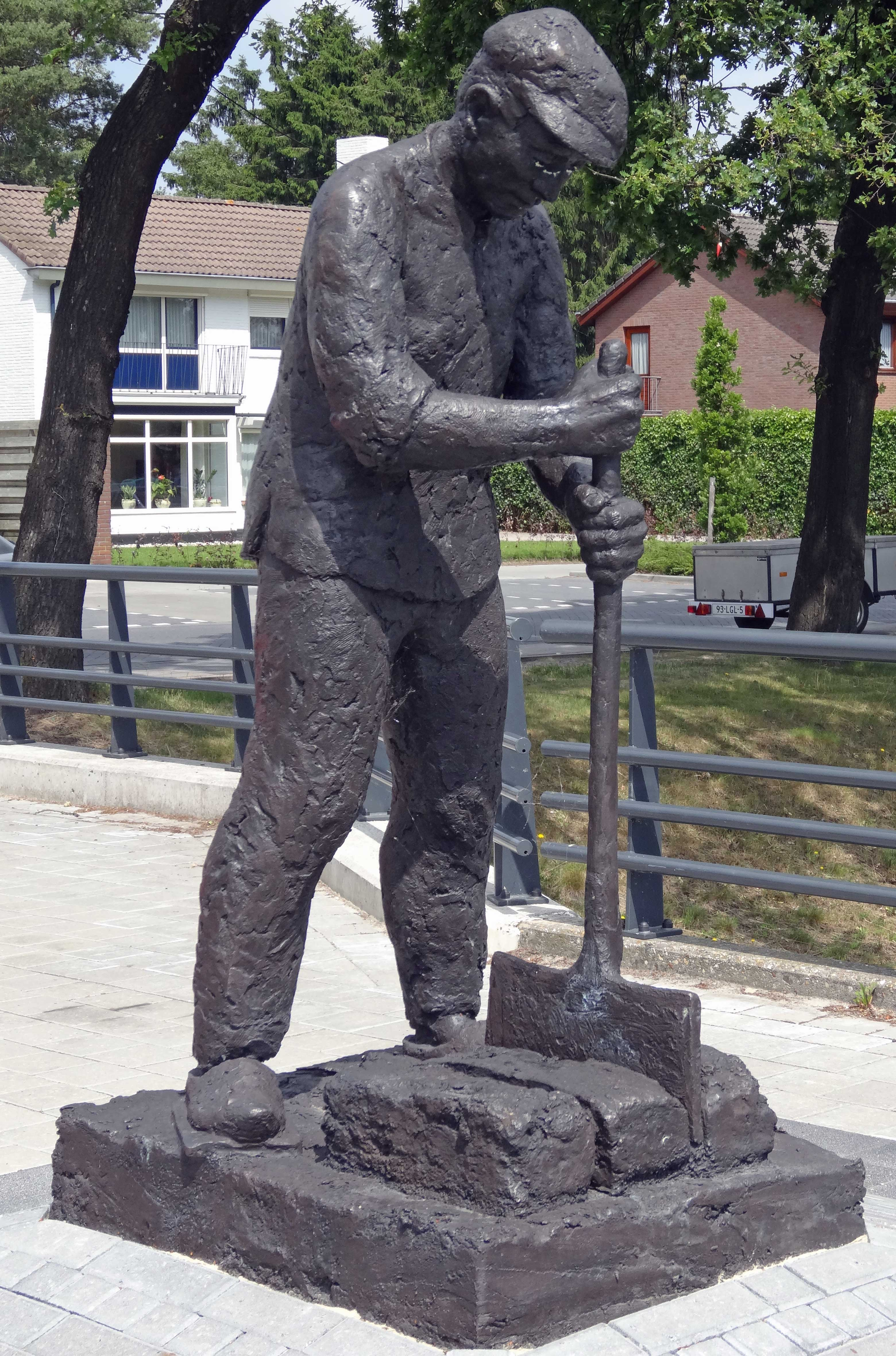
Beeld van een turfstekende veenarbeider, door Bert Kiewiet

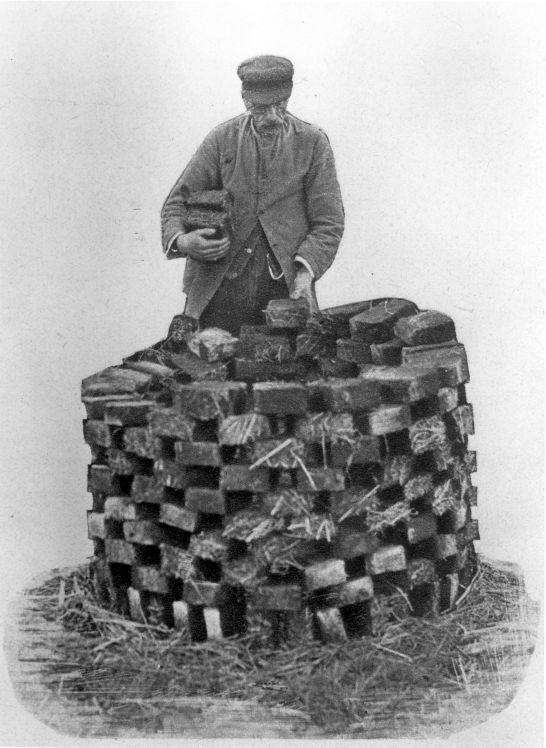
Turven worden te drogen gezet

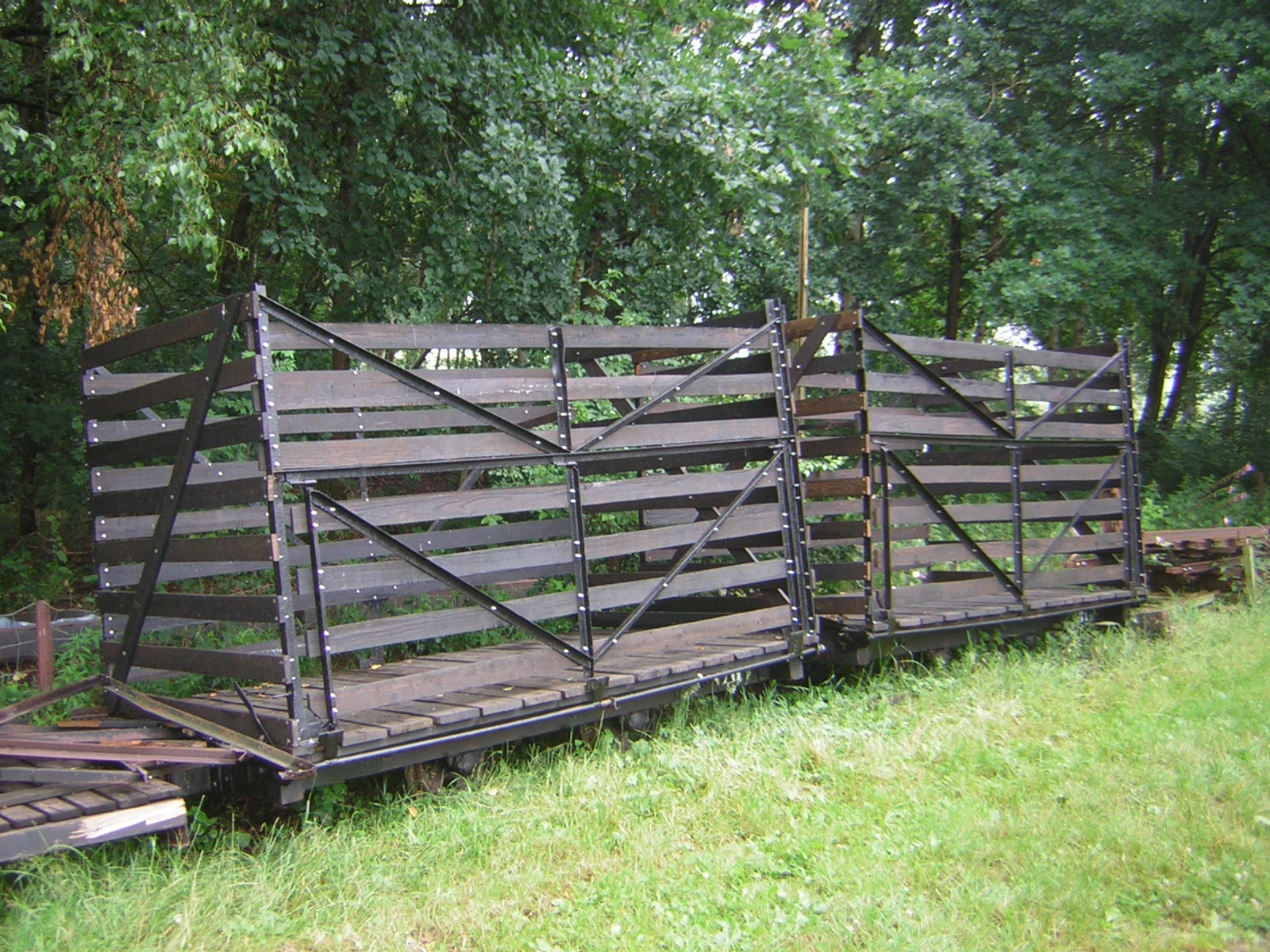
Turfwagen voor smalspoor

Turfsteken is bij droge vervening het wegsteken van de veenlaag na het verwijderen van de bonkaarde en eventuele ontwatering van het veen. Bij natte vervening wordt veenbaggerspecie over een oppervlak verspreid. De turf kan dan worden gestoken als het materiaal voldoende is ontwaterd. 

## Werkwijze
Het turfsteken was in elke streek anders georganiseerd en gebeurde in elke streek met andere gereedschappen die ook nog eens per streek andere benamingen kregen. Ook veranderde de werkwijze in de loop der tijd. Verder werd het proces beïnvloed door de gewenste soort turf.

### Droge vervening (delfturf)
Globaal kan worden gezegd dat voor de tijd van de mechanisatie turfsteken bij droge vervening gebeurde door een ploeg arbeiders van zes à negen personen. Dit was onder meer afhankelijk van de diepte van de veenput en de afstand van de veenput tot het zetveld. Dat konden volwassen mannen zijn, maar ook maakten vrouwen en jongens er wel deel van uit.
Het proces van droge vervening begint met het ontwateren van het rauwveen door middel van het aanleggen (gruppelen en wijkgraven) van een stelsel van greppels (hoofd- en zijraaien, ryolen) en waterwegen (wijken, turfvaarten). De op deze wijze verkregen akkers moesten vervolgens 2 à 10 jaar indrogen. Het stelsel werd doorgaans buiten het seizoen aangelegd in het najaar en de winter. Om droogvallen van de turfvaarten te voorkomen werd soms water onttrokken van nabijgelegen vennen of door de vervening afgegraven en volgelopen turfputten (houwers).
Na het ontwateren werd gestart met het verwijderen van de bovenste onbruikbare veenlaag (afbonken, afvlaggen). Deze bonkaarde werd verkruimeld en verspreid over het nabijgelegen zetveld waarop het turf kon drogen. Ook kon bonkaarde in plaggen worden bewaard om te worden gebruikt als ondergrond in de stal of om later vermengd te worden met de onder het veen vrijgekomen zandaarde. De zo ontstane dalgrond was geschikt voor landbouw.
Het afbonken wordt gevolgd door het afsteken van de turf. Een van de turfgravers (de stikker) stond boven op het afgebonkte veen om met een speciale schop (wadder of stikker) door middel van een plank het veen op maat te snijden tot een bank. Lager in de turfput stond een tweede turfgraver die met een opschot of oplegger de turven losstak om deze vervolgens te werpen naar een derde turfgraver. Deze turfgraver gooide met zijn schop (teef) de turf naar boven waar een vierde turfgraver (de kaarzetter) de turf stapelde op een kruiwagen (slagkar). Door een of twee turfgravers (de krooiers) werden de kruiwagens - elk beladen met 12 tot 20 turven (gezamenlijk gewicht zo'n 70 kg) - naar het zetveld gereden om daar te drogen. De overige ploegleden waren aan het afbonken of bedekte de nog niet afgestoken turf tijdelijk met bonkaarde en zand om deze te beschermen tegen uitdroging en bevriezing. De turfgraversploeg kon op die manier per dag zo'n 6.000 turven produceren (het dagwerk).
Na vier tot twaalf dagen drogen op het zetveld werd gestart met het ringen, waarbij de turf in open muurtjes werd gestapeld zodat het aan de wind kon drogen. Regelmatig werd de turf gedraaid. Na het ringen volgde het vuren, waarbij de turf werd gestapeld in hopen van een vaste omvang.

### Natte vervening (slagturf)
Natte vervening of slagturven gebeurde in sloten of plassen. Vaak was op zo'n plek de turf eerder al tot op het grondwater gedolven. Bij natte vervening werd het veen met de baggerbeugel vanaf de oever of vanuit een bootje vanonder de waterspiegel weg gebaggerd, waardoor er trekgaten (petgaten, petten) ontstonden. Dit werd ook wel turftrekken genoemd. Vervolgens werd het veen eventueel met water vermengd om een homogene veenspecie (moersprei) te krijgen. De veenspecie werd op legakkers (afzetakkers, banken) uitgespreid. Na een paar dagen werd het nog natte veen ingetrapt door deze te belopen met klompen waaraan plankjes (treeborden) waren bevestigd. Vervolgens werd het turf ingestoken, waarna een soms maandenlange periode volgde van verder droging. Ten slotte werden de turven gestoken en verder te drogen gezet. Na volledige droging kon deze slagturf worden verkocht.

## Verkoop
Na verkoop aan een turfschipper werd de gedroogde turf door middel van kruiwagens naar de turfvaart vervoerd, waar de turfschepen lagen. Deze brachten het turf naar de turfhaven, waar de turf direct uit het schip werd verkocht aan gebruikers of voor verhandeling opgeslagen op een overslagplaats. Vanaf de negentiende eeuw werd ook gebruikgemaakt van smalspoor om de turf uit het veld te transporteren. Bij grootschalige turfwinning was dit het belangrijkste transportmiddel in het veen; behalve turf werden er ook arbeiders vervoerd.

## Seizoenswerk
Het hoogseizoen in de turfstekerij duurde ongeveer 12 weken (gemiddeld 100 dagen). Begonnen werd ongeveer half maart; door eerder te beginnen zou door vorst aan de grond de turf aangetast kunnen raken. Eind juli stopte men, turf die daarna zou worden getrokken zou onvoldoende gedroogd zijn voor de winter inviel.

## Films
|  |  |  |